# 伊琳娜·叶夫图申科
伊琳娜·德米特里耶芙娜·叶夫图申科（羅馬化：Irina Dmitriyevna Yevtushenko；1957年7月2日—2017年9月13日）是俄罗斯政治人物、第七届国家杜马议员。
1980年，她毕业于托木斯克医学院毕业后，她继续在该大学妇产科工作。2010年至2016年，她担任托木斯克市杜马议员和副主席。2016年，她当选第七届国家杜马议员。2017年9月13日，在长期与癌症斗争后，她于莫斯科中央临床医院离世，享年60岁。她的职位被移交给奥列格·贝科夫。